# Đá vòng cầu

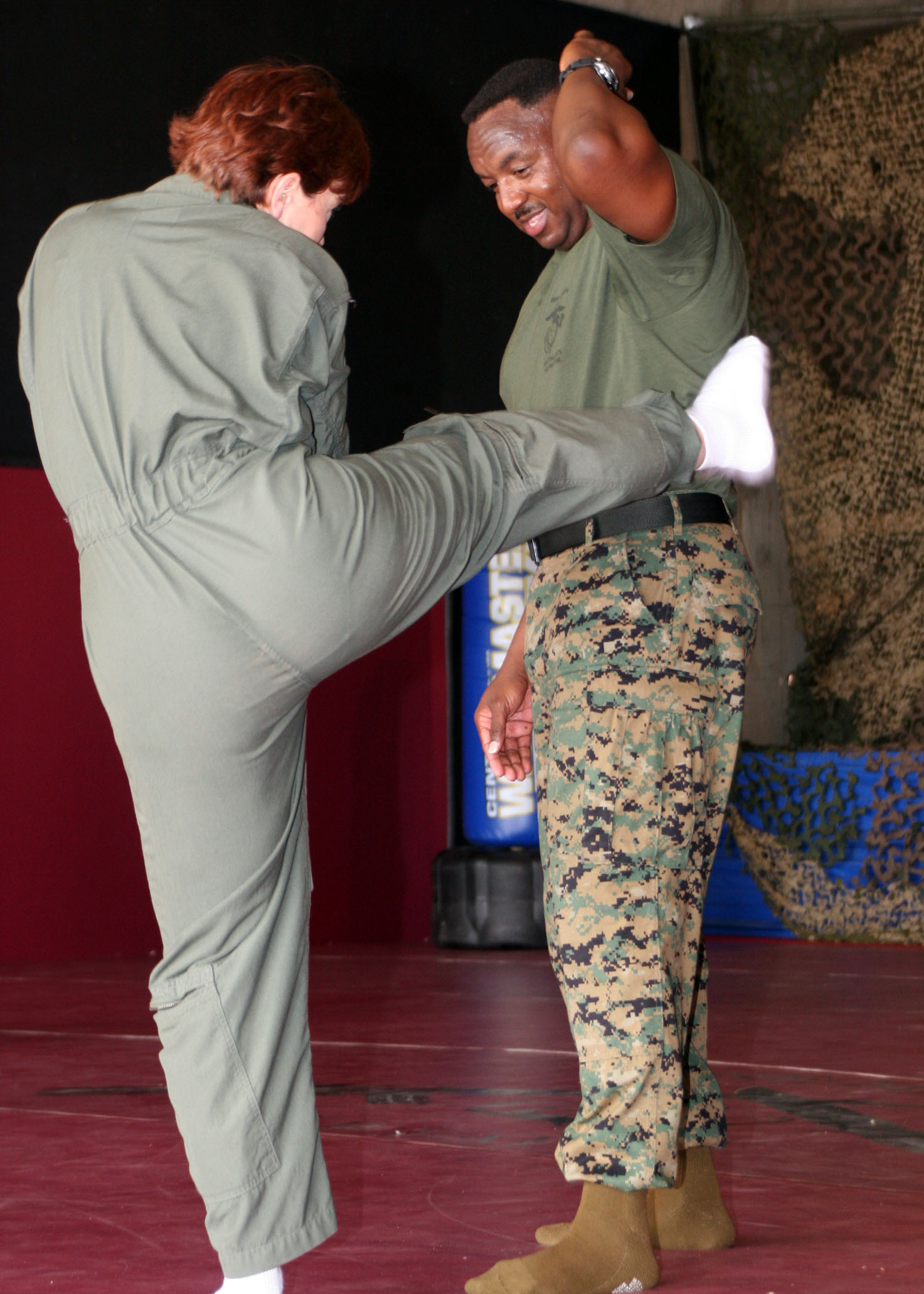
Một cú đá tạt vòng cầu với đích đến nhắm thẳng vào phần giữa (bẹ sườn) của đối thủ, yếu quyết của đòn đá tạt chính là động tác xoay hông dứt khoát và xoay người hoàn toàn (vặn sườn)

Một đòn đá tạt trong Muay Thái

Đá vòng cầu (Roundhouse kick) hay còn gọi là đá xoay (Turning kick) hay đá tạt là một đòn đá trong đó người ra đòn sẽ nâng đầu gối lên trong khi xoay chân và thân mình theo chuyển động bán nguyệt theo phương nằm ngang rồi vung cẳng chân duỗi chân ra để tung ra đánh bằng phần dưới của cẳng chân và/hoặc mu bàn chân (phía trên của bàn chân). Trong đòn thế này thì đệm bàn chân (phần thịt dưới các ngón chân) cũng có thể được sử dụng để đánh mục tiêu và thích hợp hơn khi dùng sức mạnh để phá vỡ những tấm ván dày. Kiểu đá này được sử dụng trong nhiều bộ môn võ thuật khác nhau và phổ biến trong cả các cuộc thi võ thuật không giao đấu và các cuộc thi đối kháng trực diện. Đòn đá vòng cầu có nhiều biến thể dựa trên tư thế, chuyển động chân, bề mặt tấn công và độ cao của cú đá (đá cao), còn một cú đá thấp sẽ nhắm vào vùng chân, đùi của đối thủ.
Kỹ thuật đá tạt vòng cầu (Roundhouse kick) được thực hiện bằng cách nâng chân lên cao và xoay ngang người, sau đó tung chân một cách mạnh mẽ theo hướng ngang hoặc chéo (khi ra đòn chặt giò), hướng đến mục tiêu như hông, đùi hoặc đầu đối thủ. Kỹ thuật này sử dụng lực xoay của cơ thể (vặn sườn xoay hông) để tăng cường lực đánh và tạo đòn đá mạnh mẽ. Đòn đá vòng cầu (Roundhouse kick) là một trong những đòn đá phổ biến nhất trong môn Kickboxing vì nó mang lại hiệu quả, thực hiện động tác này một cách chính xác sẽ tạo ra một lượng sức mạnh lớn khi sức mạnh của đòn đá vòng tròn đến từ động lực của toàn bộ cơ thể xoay quanh bàn chân trụ, khi xoay chân càng nhiều thì càng có nhiều lực trong cú đá kiểu này, sức mạnh của cú đá này đến từ việc xoay người hoàn toàn. Kỹ thuật đá vòng được thực hiện bằng xương ống chân, cộng hưởng với lực xoay hông khiến cho đòn đá này trở nên mạnh nhất cho một đòn đánh tấn công đối thủ. Mục tiêu được nhắm đến thường là phần chân, phần giữa cơ thể và cả phần đầu của đối thủ.

## Hình ảnh

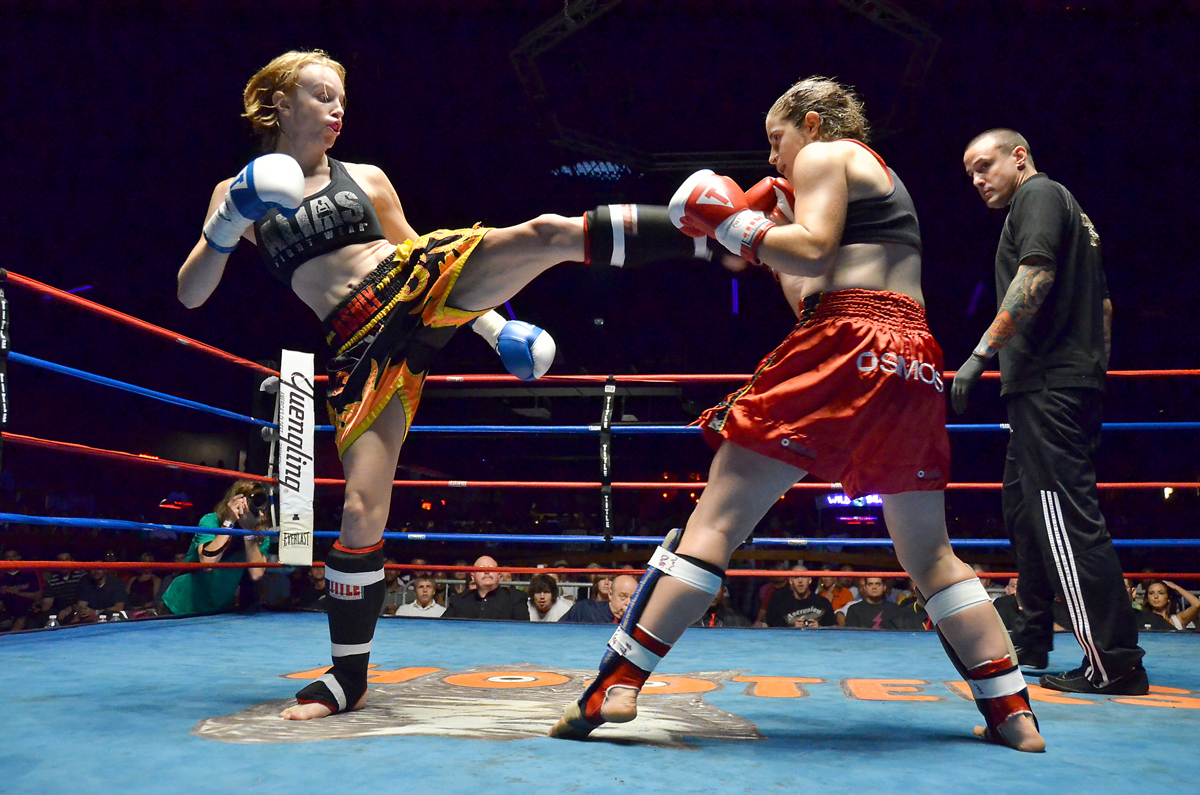
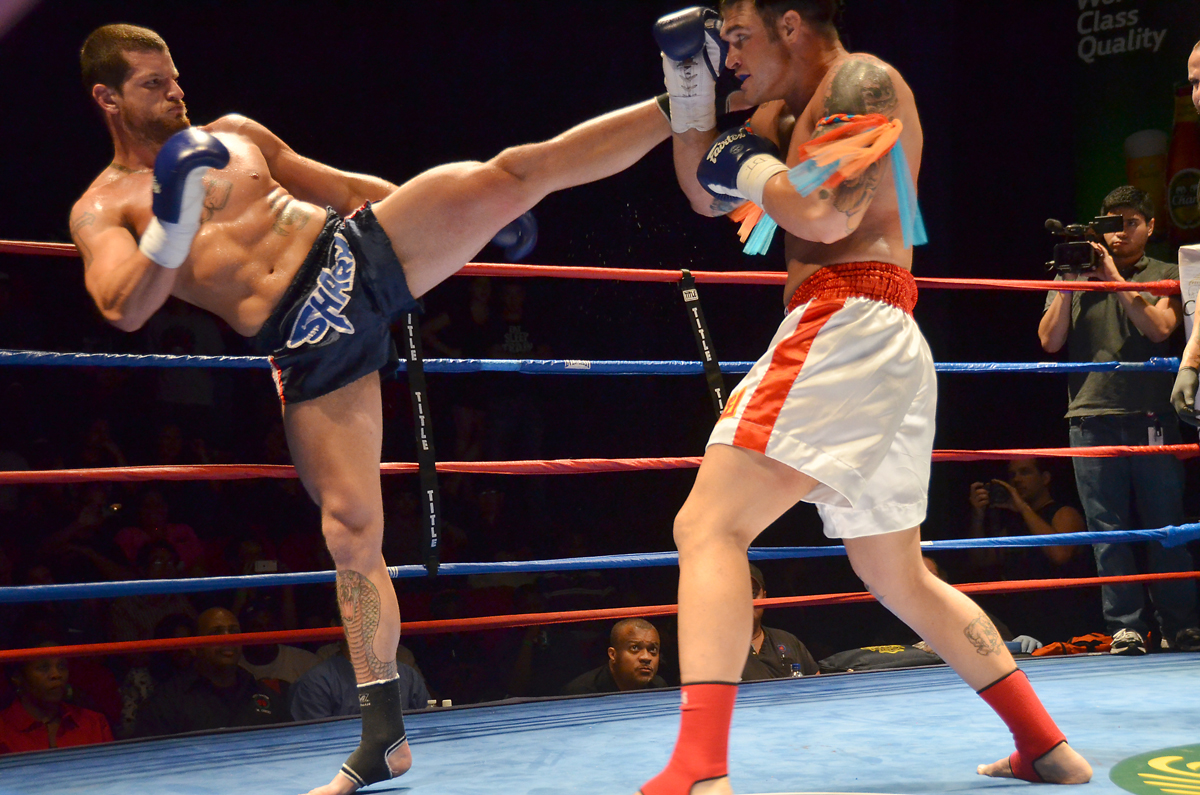
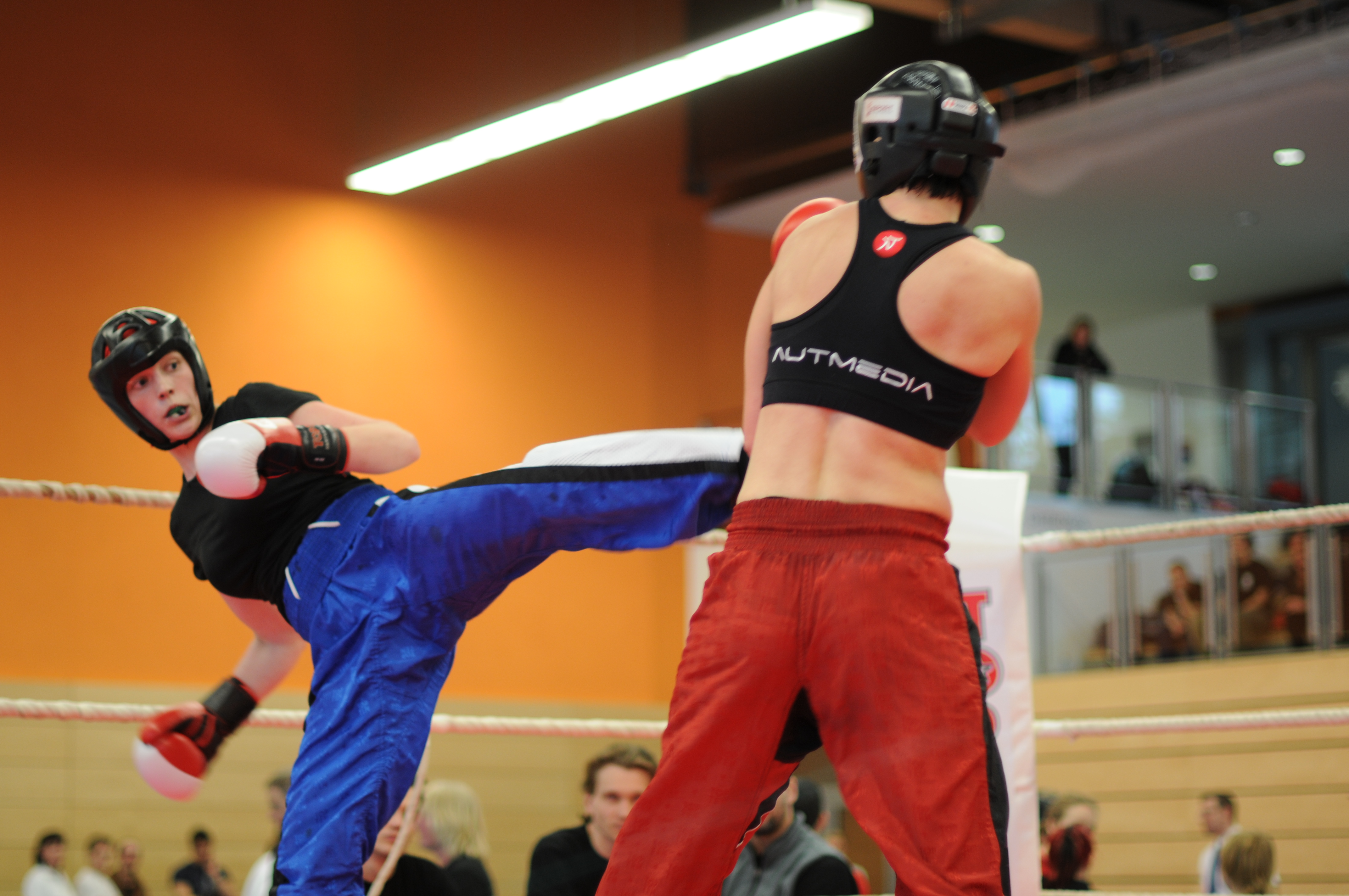
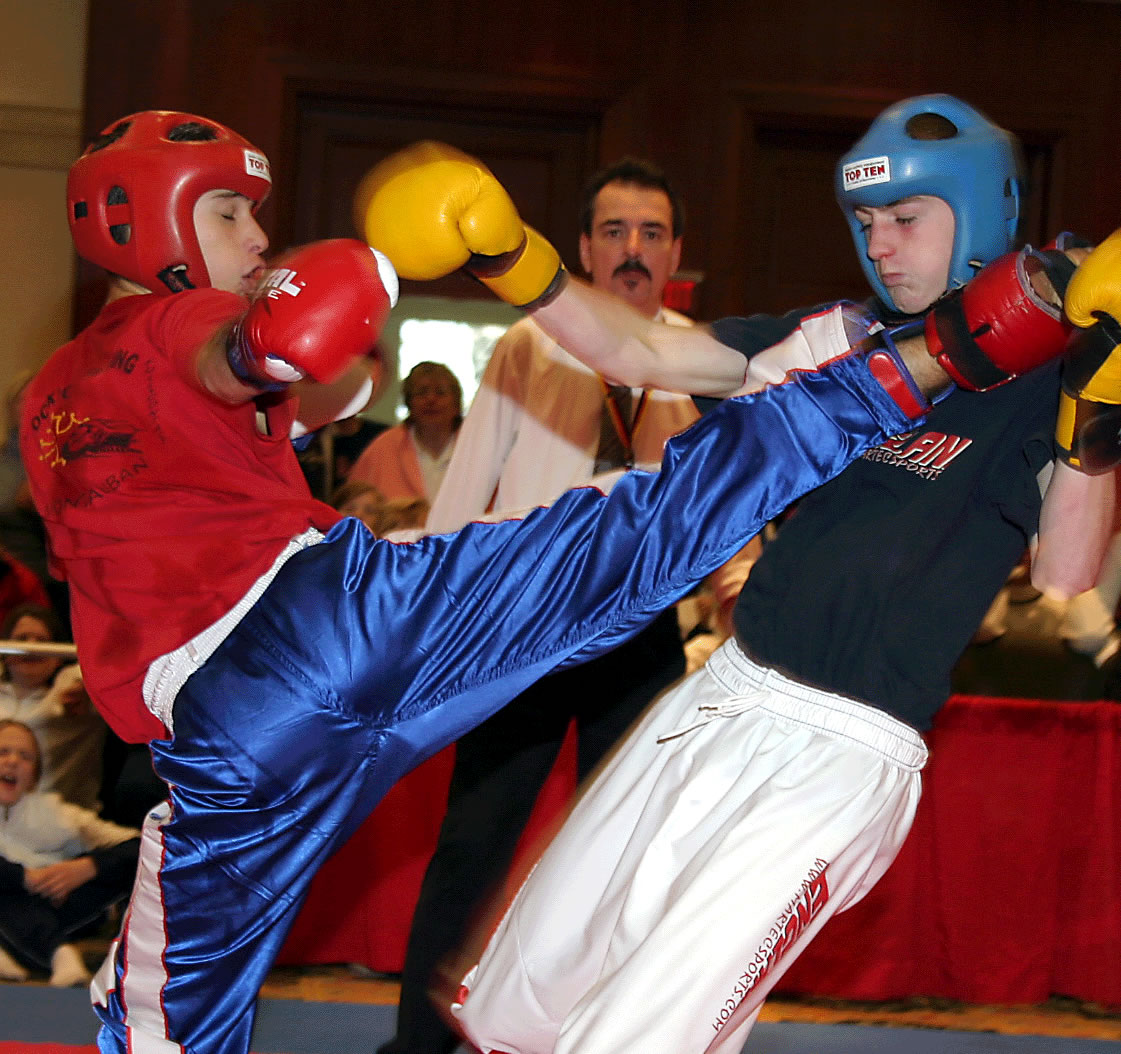
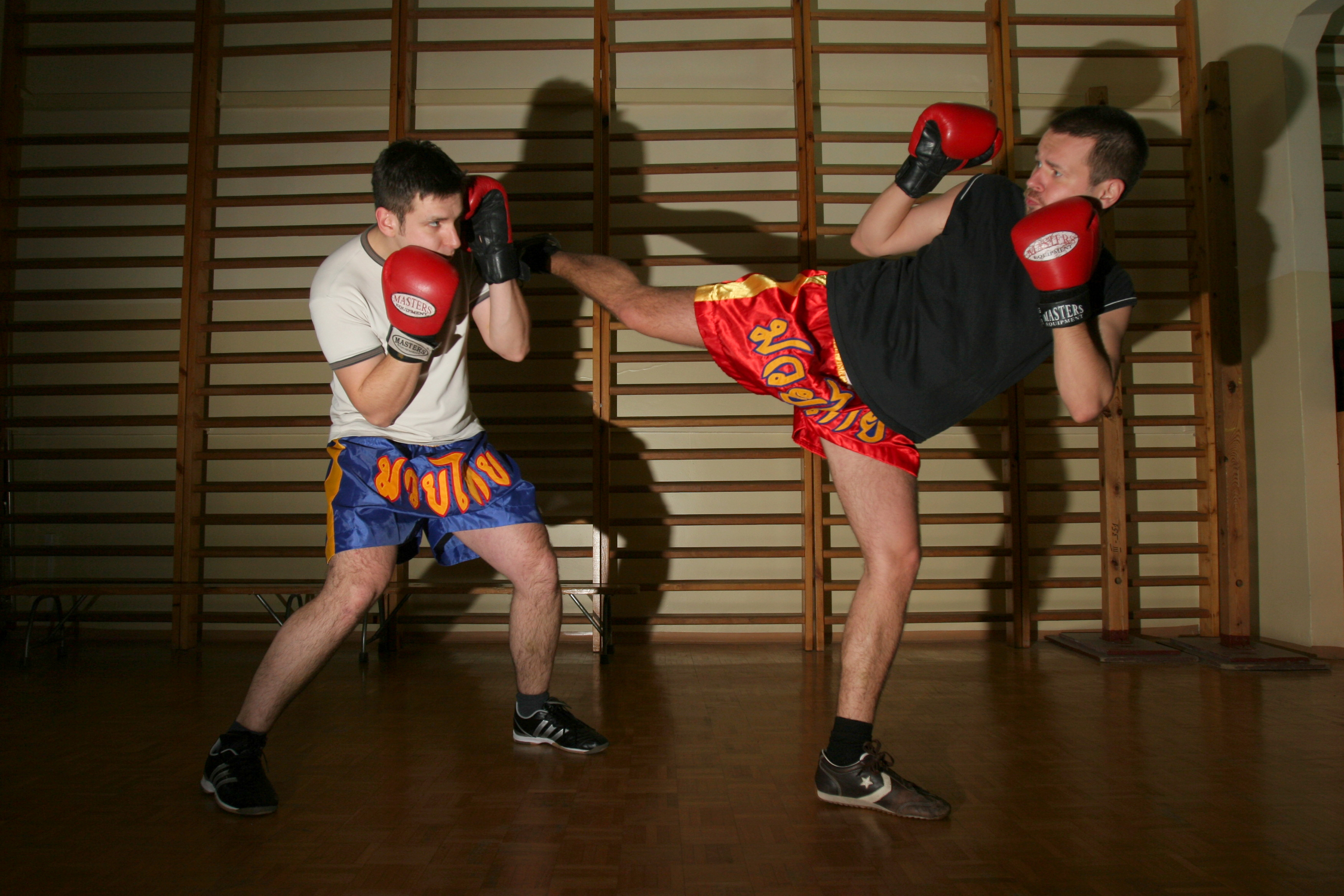
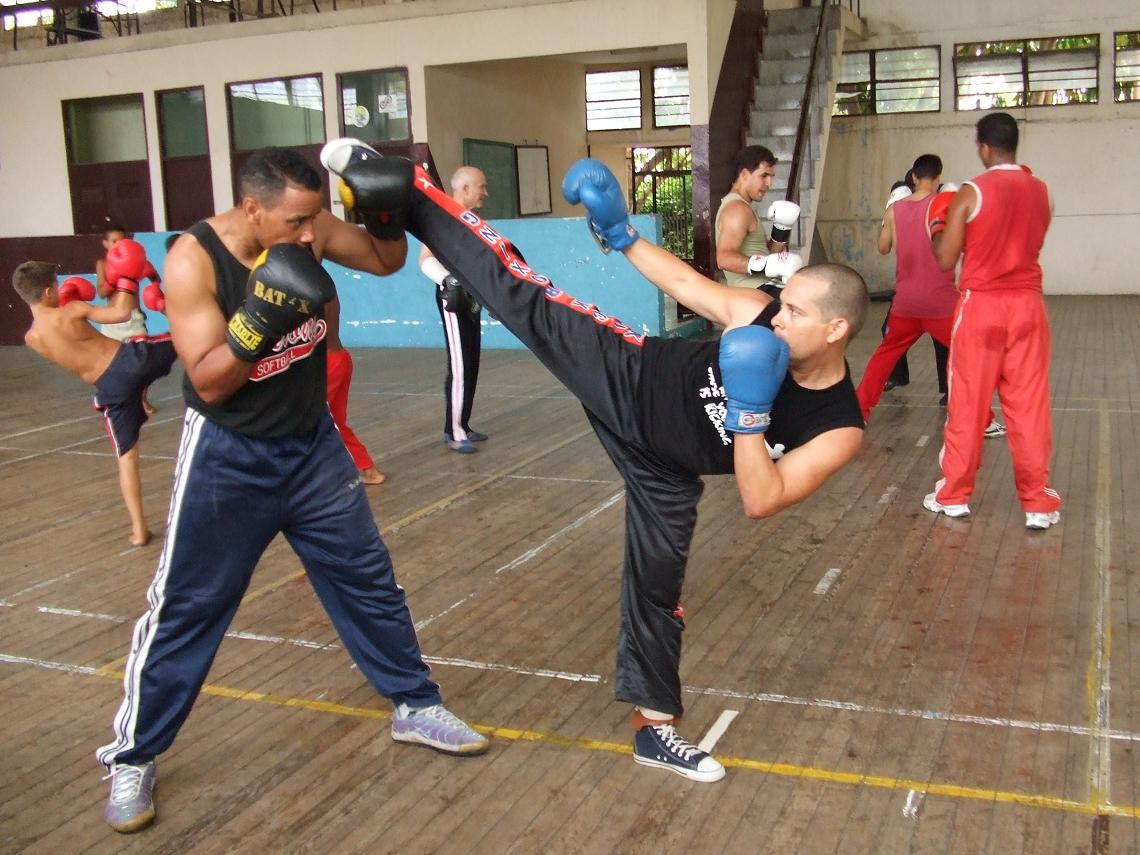
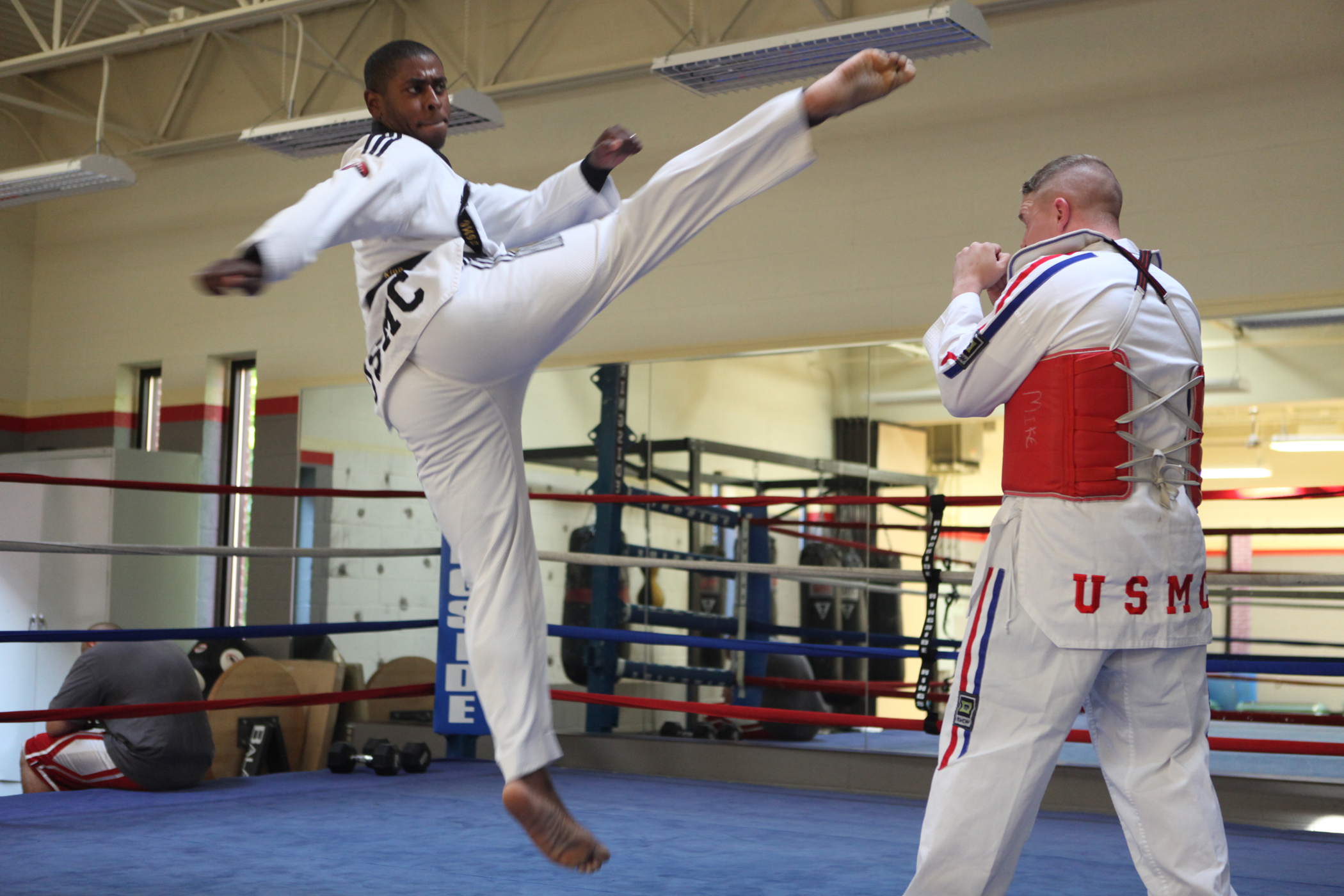
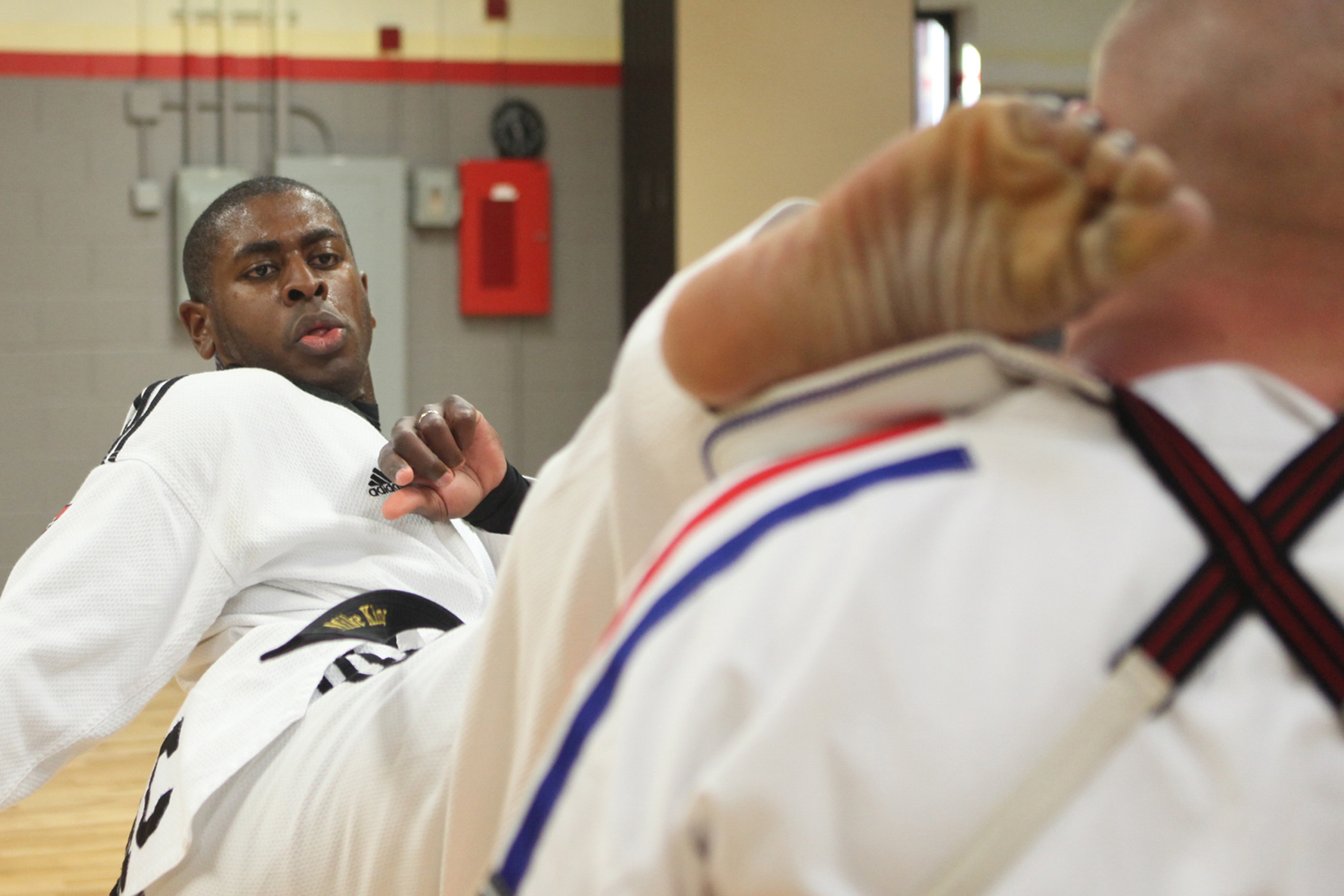